# Katrin Burseg
Katrin Burseg (* 1971 in Hamburg; Pseudonym: Karen Best und Karen Bojsen) ist eine deutsche Journalistin und Schriftstellerin. Sie veröffentlicht historische und zeitgenössische Romane.

## Leben
Burseg wuchs in Schleswig-Holstein auf. Nach dem Abitur studierte sie Kunstgeschichte, Literaturwissenschaften und Romanistik an der Christian-Albrechts-Universität zu Kiel. Im Jahr 1998 beendete sie ihr Studium mit dem Magister artium.

## Wirken
Burseg startete ihre berufliche Laufbahn zunächst als freie Journalistin. Sie schrieb beispielsweise für die Financial Times Deutschland, den Stern und die Süddeutsche Zeitung. Einer ihrer Schwerpunkte waren Wirtschaftsthemen. Die journalistische Arbeit lieferte den Anlass für das 2003 erschienene Sachbuch „Der Moment“. Hierbei handelt sich um eine Zusammenfassung der Anfänge und Schlüsselerlebnisse in der Karriere bekannter Politiker, Funktionäre und Entertainer, die aus Interviews entstanden ist.
Anschließend verlegte sich Burseg auf die Belletristik. 2008 erschien ihr erster historischer Roman unter dem Titel „Das Königsmal“. Nach „Die Rebellin des Papstes“ (2010) und „Der Sternengarten“ (2013) erhielt Burseg für ihren zeitgenössischen Roman „Liebe ist ein Haus mit vielen Zimmern“ (2015) den Delia-Literaturpreis. 2017 erschien ihr Roman „In einem anderen Licht“ auf den Markt, 2020 der Roman „Unter dem Schnee“, 2023 der Roman „Adas Fest“. Zwischenzeitlich hatte Burseg unter Pseudonym drei weitere Romane veröffentlicht, in denen außergewöhnliche Landschaften eine Schlüsselrolle spielen: „Unter wilden Sternen“ (2013), „Im Herzen das Meer“ (2016) und „Möwenherz“ (2018).

## Werke
als Katrin Burseg
- Der Moment. Prominente erzählen von dem Augenblick, der ihr Leben verändert hat. Argon Verlag, Berlin 2003, ISBN 3-87024-574-3.
- Das Königsmal. Verlag Fredebold und Fischer, Köln 2008, ISBN 978-3-939674-06-1.
- Die Rebellin des Papstes. Triumph und Tragödie: das zweite Leben der Königin ohne Land. Edition Fredebold, der deutsche Autorenverlag, Köln 2010, ISBN 978-3-939674-29-0.
- Der Sternengarten. Berlin-Verlag, Berlin 2013, ISBN 978-3-8333-0909-0.
- Liebe ist ein Haus mit vielen Zimmern. Verlag Marion von Schröder, Berlin 2015, ISBN 978-3-547-71204-9.
- In einem anderen Licht. List Verlag, Berlin 2017, ISBN 978-3-471-35140-6.
- Unter dem Schnee. Diana Verlag, München 2021, ISBN 978-3-453-29222-2.
- Adas Fest. Diana Verlag, München 2023, ISBN 978-3-453-29223-9.

als Karen Best
- Unter wilden Sternen. Knaur Verlag, München 2013, ISBN 978-3-426-51062-9.

als Karen Bojsen
- Im Herzen das Meer. Diana Verlag, München 2016, ISBN 978-3-453-35903-1.
- Möwenherz. Diana Verlag, München 2018, ISBN 978-3-453-35971-0.